# Kuopion Palloseura
Kuopion Palloseura (KuPS) är en fotbollsförening från Kuopio i Finland. Den bildades 1923 och har blivit finländska mästare sju gånger. KuPS har även vunnit fem cuper. Laget har spelat oavbrutet i Finlands högsta division i fotboll, Tipsligan sedan år 2008. Dessförinnan spelade laget otaliga år i Finlands dåvarande högsta division i fotboll, Mästerskapsserien. Det första finländska mästerskapet kammade KuPS hem 1956.

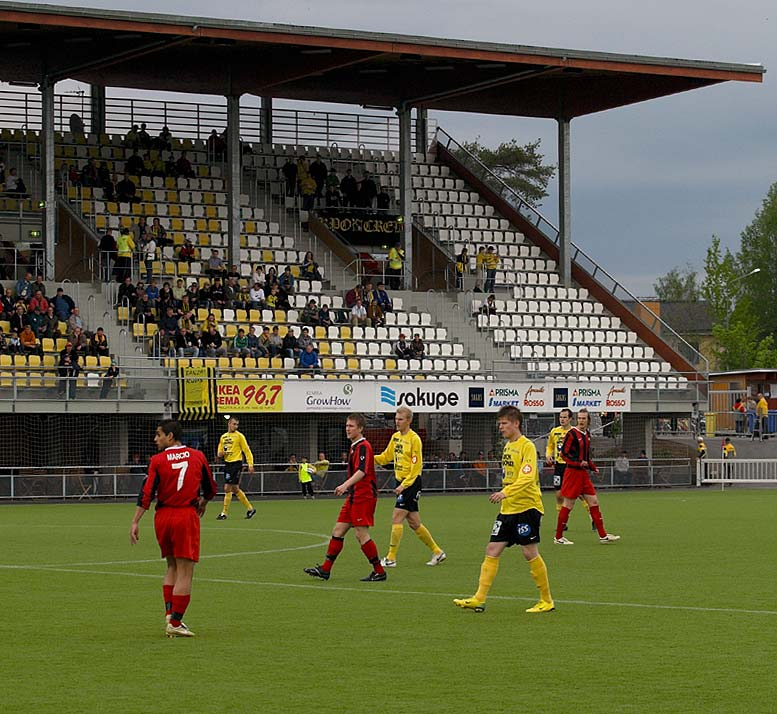

## Placering tidigare säsonger
| Säsong | Nivå | Liga          | Placering | Referens | Notering |
| ------ | ---- | ------------- | --------- | -------- | -------- |
| 2010   | 1    | Veikkausliiga | 2         | [ 2 ]    |          |
| 2011   | 1    | Veikkausliiga | 6         | [ 3 ]    |          |
| 2012   | 1    | Veikkausliiga | 10        | [ 4 ]    |          |
| 2013   | 1    | Veikkausliiga | 7         | [ 5 ]    |          |
| 2014   | 1    | Veikkausliiga | 7         | [ 6 ]    |          |
| 2015   | 1    | Veikkausliiga | 9         | [ 7 ]    |          |
| 2016   | 1    | Veikkausliiga | 7         | [ 8 ]    |          |
| 2017   | 1    | Veikkausliiga | 2         | [ 9 ]    |          |
| 2018   | 1    | Veikkausliiga | 3         | [ 10 ]   |          |
| 2019   | 1    | Veikkausliiga | 1         | [ 11 ]   |          |
| 2020   | 1    | Veikkausliiga | 3         | [ 12 ]   |          |
| 2021   | 1    | Veikkausliiga | 2         | [ 13 ]   |          |
| 2022   | 1    | Veikkausliiga | 2         | [ 14 ]   |          |
| 2023   | 1    | Veikkausliiga | 2         | [ 15 ]   |          |
| 2024   | 1    | Veikkausliiga | 1         | [ 16 ]   |          |